# Lampetra planeri
A lampreia-de-riacho (Lampetra planeri) é um peixe do género Lampetra. Esta espécie não é migratória. Possui duas barbatanas dorsais unidas entre si, sem barbatanas pares. Os adultos têm uma ventosa bucal com placas dentárias e dentículos, embora não seja uma espécie parasita; as larvas se alimentam de algas que filtram da lama do fundo dos rios, enquanto os adultos não se alimentam.
Somente duas populações ibéricas são conhecidas, uma no rio Olabidea (Navarra) e outra na ribeira de Seiça, no centro de Portugal.